# Daniel Gittard
Daniel Gittard, né le 14 mars 1625 à Blandy-les-Tours (dans l'actuel département de Seine-et-Marne) et mort le 15 décembre 1686 à Paris, est un architecte français.

## Biographie
Élève de Louis Le Vau, Daniel Gittard a le titre d'« architecte du roi » dès l'age de 30 ans. Il participe à la construction de plusieurs hôtels particuliers et édifices religieux parisiens : le noviciat de l'Oratoire (1655), le couvent et l'église des Bénédictines du Saint-Sacrement (1658), l’église Saint-Sulpice (1660).
Il intervient aussi sur les fondations et les jardins de Vaux-le-Vicomte.
À Chantilly, pour le compte du Grand Condé, il réalise le Grand Degré sous la direction d'André Le Nôtre et travaille au réaménagement du château auprès de Jules Hardouin-Mansart.
En 1669, reconnu sous le titre "d'ingénieur et architecte des bâtiments du Roy", il est parrain de la fille de Michel Boissart, maitre sculpteur à Paris.
En 1671, il est l'un des premiers membres de l'Académie royale d'architecture que vient de créer Louis XIV.
Son fils, Pierre Gittard (1665-1746), fut architecte et ingénieur du roi.

## Principales réalisations

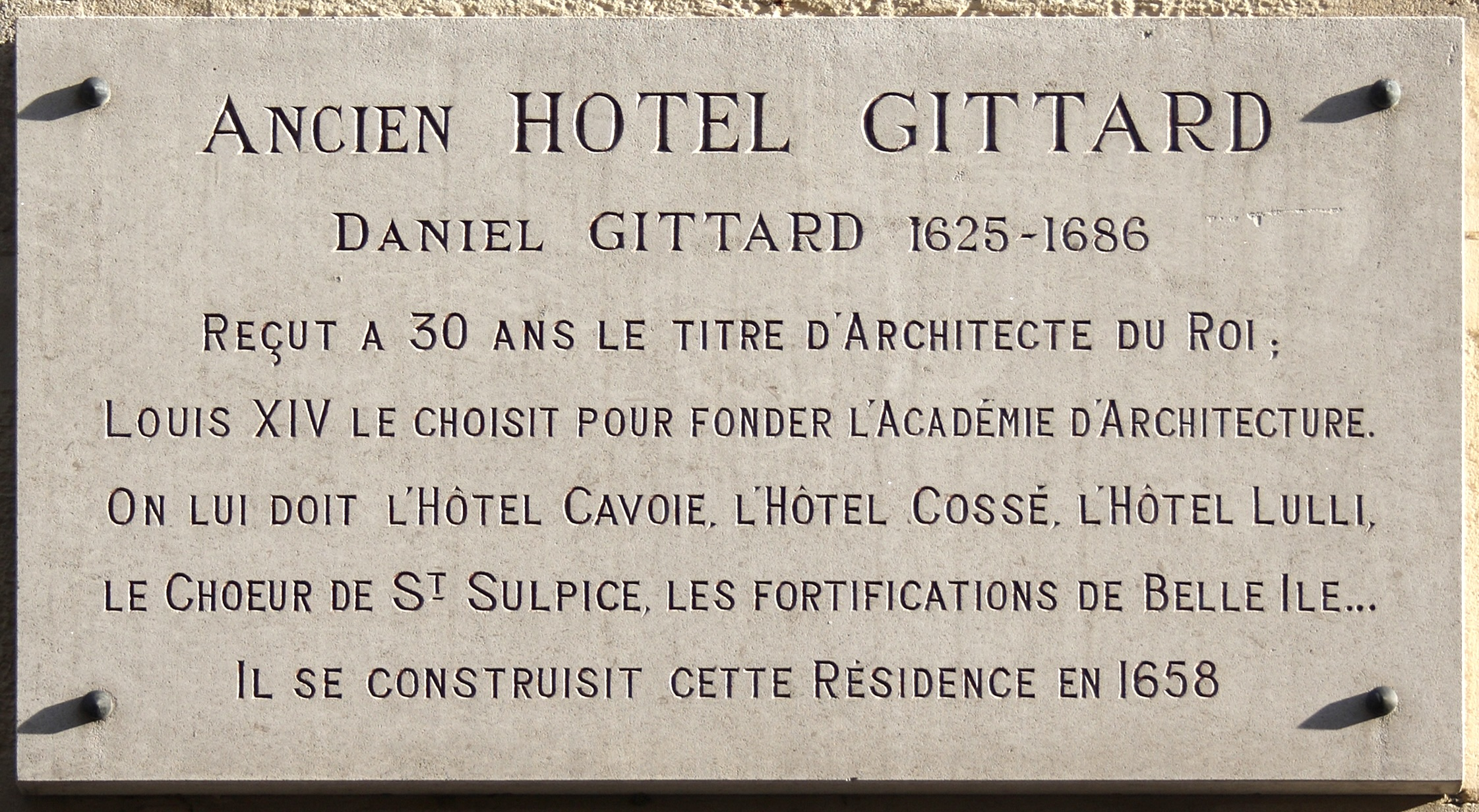
Plaque 65 rue des Saints-Pères (Paris).

- Hôtel de Saint-Simon, rue Taranne, Paris, 1644[3]
- Hôtel de Sourdéac, rue Garancière, Paris, 1646 (attribution)
- Chapelle du noviciat de l'Oratoire, avenue Denfert-Rochereau, Paris, 1655-1657 (la façade subsiste)
- Couvent et église des Bénédictines du Saint-Sacrement, Paris, 1658
- Projet non réalisé pour le château de Saint-Maur, construit par Philibert Delorme, Saint Maur les Fossée, 1660 (détruit)
- Hôtel de La Meilleraye, 56 rue des Saints-Pères, Paris, v. 1660
- Direction des travaux de l'église Saint-Sulpice à Paris à partir des plans de Christophe Gamard, 1660-1675
- Hôtel Cossé
- Hôtel Lully, Paris, 1671
- Décoration du chœur de l'église Saint-Crépin de Château-Thierry, 1672
- Restauration des voûtes de l'église Saint- Aspais à Melun, exécutée sous sa direction par le maître-maçon Simon Lambert, 1673
- Église Saint-Jacques-du-Haut-Pas, Paris, 1675
- Expert avec Libéral Bruant pour l'église Saint-Louis-en-l'Île, Paris, 1675
- Séminaire d'Autun, 1675
- Salle des États du Palais des ducs de Bourgogne à Dijon, terminée après sa mort par Jules Hardouin-Mansart, 1682-1686.
- Grand Degré dans le parc du château de Chantilly, 1684
- Hôtel de Cavoye, 52, rue des Saints-Pères, Paris, 1686
- Fortifications de Belle-Île